# Sitten (Leisnig)

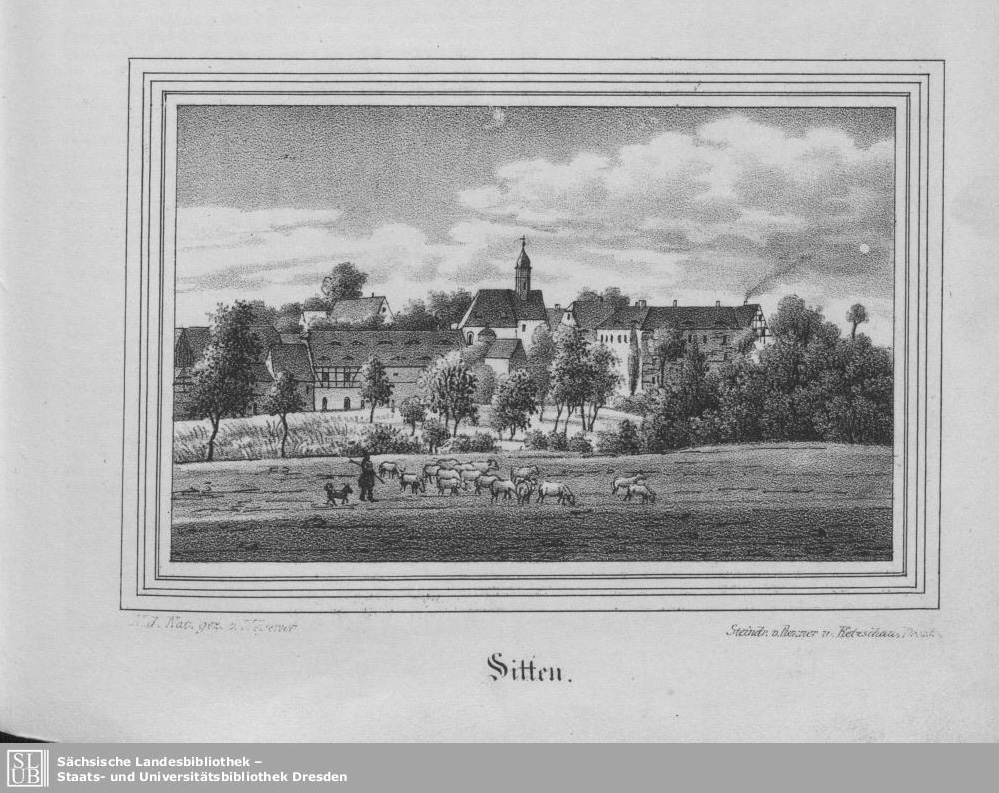
Sitten, Kirche um 1840 (Sachsens Kirchengalerie)

Sitten ist ein Ortsteil der Stadt Leisnig im Landkreis Mittelsachsen. 1964 hatte der Ort 398 Einwohner. 1937 wurden Clennen und Doberquitz eingemeindet, 1973 wurde er nach Bockelwitz eingemeindet, 2012 ging er mit diesem nach Leisnig.

## Geschichte
1213 wird einmalig ein Theodericus Camerarius de Sytin als Zeuge für den Burggrafen von Leisnig genannt. Das legt die Existenz eines Herrensitzes nahe.
1215 wird bei der Bestätigung der Übertragung der Parochie Leisnig an das Kloster Buch durch den Bischof von Meißen eine capella in Sitin als Zubehör der Ausstattung der Leisniger Kirche genannt.
1445 wird in der Ehrbaren Mannschaft der Kurfürsten von Sachsen Dietrich von Kötteritzsch zu Sitten mit zwei Pferden „in grossen schulden und unrate“ geführt. 1548 nennt das Amtserbbuch von Leisnig zu Sitten „Dieser Ort steht denen von Kötteritzsch zu Sitten unmittelbar mit Ober- und Erbgerichten zu.“
Bei Kamprad sind Einzelheiten über die Besitzer angegeben. Weiteres findet sich auch im Album der Rittergüter. Bei Kamprad findet man außerdem die Pfarrer und Lehrer von Sitten bis 1750, desgleichen in der Sächsischen Kirchengalerie.
Der Ort hat eine eigene Pfarrkirche. Der Zeitpunkt der Abtrennung von der Kirche in Leisnig ist nicht bekannt. Um 1500 stand das Patronat denen von Kötteritzsch zu.